# C2orf70
C2orf70 (англ. Chromosome 2 open reading frame 70) – білок, який кодується однойменним геном, розташованим у людей на 2-й хромосомі. Довжина поліпептидного ланцюга білка становить 201 амінокислот, а молекулярна маса — 23 421.
| 10         |  | 20         |  | 30         |  | 40         |  | 50         |
| ---------- |  | ---------- |  | ---------- |  | ---------- |  | ---------- |
| MASRSAGTLL |  | TEFNAAYVPP |  | GLMPGYQGHV |  | PTVAFSFGAP |  | YGTTTLKYFQ |
| DHRNRAMEKS |  | HTPFSQGGHF |  | PTIFSTNPNL |  | LLMERASTRD |  | RWLHKPSYTR |
| FNLDSHRSTE |  | LTNFYQMVQQ |  | HRKYYQDKTG |  | TVPRVPYFAM |  | PVREPERYPL |
| PTVLPPLCPK |  | KKWHLLRLAP |  | ENLKTYQTFP |  | SGKRVSPQER |  | KKRDCYFEFR |
| A          |  |            |  |            |  |            |  |            |

A: Аланін

C: Цистеїн

D: Аспарагінова кислота

E: Глутамінова кислота

F: Фенілаланін

G: Гліцин

H: Гістидин

I: Ізолейцин

K: Лізин

L: Лейцин

M: Метіонін

N: Аспарагін

P: Пролін

Q: Глутамін

R: Аргінін

S: Серин

T: Треонін

V: Валін

W: Триптофан